# Estudantes Sport Club
O  Estudantes Sport Club é um clube brasileiro de futebol, do município de Timbaúba, a 98 km da capital do estado de Pernambuco, Recife.

## História
O clube foi fundado em 1º de maio de 1958, mas se profissionalizou apenas em 1989, estreando na divisão principal do estadual daquele ano, conseguindo se manter até o ano de 1995.
Em 1990, disputou a Série C do Brasileirão, finalizando a competição em 11º lugar. No ano seguinte, a Segunda Divisão nacional foi fundida com a Série C, fazendo com que o clube disputasse a Segunda Divisão de 1991. O Carneirão ficou em 5º lugar em seu grupo e foi eliminado na primeira fase.
Após o rebaixamento de 1995 no estadual, o clube ficou inativo durante dez anos, sem disputar torneios oficiais. Em 2005, o Estudantes retorna para a disputa da Série A2 e após uma vitória em casa contra o Salgueiro, por dois a zero, o Carneirão conquistou o título e garantiu o retorno a Primeira Divisão do estado.
Com o lugar garantido entre os dez grandes de Pernambuco, o Estudantes resolveu investir, montando uma equipe com folha salarial de R$ 70 mil, formada com alguns jogadores que, de alguma forma, tiveram destaque recente no futebol do Estado. Entre eles estão o vice-artilheiro do Estadual de 2003, Valdir Papel; os volantes Dário (uma dos símbolos de raça do Sport na primeira metade dos anos 90), Djalma (ex-Sport e Santa Cruz, célebre pelas suas cobranças de falta), além de Batata (ex-promessa do Santa Cruz) e ainda o lateral-direito Daniel (ex-Itacuruba, Náutico e Fortaleza).
Em 2006, o time fez uma campanha regular, tendo o jogador Valdir Papel como vice-artilheiro da competição com 9 gols, perdendo apenas para Carlinhos Bala (Santa Cruz), com 20 gols. A competição marcada por uma briga judicial, onde o Estudantes chegou a perder 12 pontos por escalar o jogador Samuel nos jogos contra Sport e Serrano, logo recuperado pela quebra da liminar, finalizando o campeonato em 7º, um ponto acima da zona de rebaixamento.
No ano seguinte, o Estudantes, alegando problemas financeiros, desistiu do campeonato. Foi substituído pelo Belo Jardim, e se manteve afastado dos torneios promovidos pela FPF até então.

## Ídolos
- Valdir Papel
- Dário
- Djalma

## Títulos

### Estaduais
- Campeonato Pernambucano - Série A2: 2005.

## Histórico em competições oficiais
- Campeonato Brasileiro da Série B: 1991 (37º).
- Campeonato Brasileiro da Série C: 1990 (11º).
- Campeonato Pernambucano: 1989 à 1995 e 2006.
- Campeonato Pernambucano - Série A2: 1996 e 2005.

## Escudos
|  |  |  |
|  |  |  |

## Hino do Estudantes Sport Clube
| Estudantes, estudantes, tua cor azul e branco é tradição. De vitórias e conquistas, tu és glória, Que eu guardo dentro do meu coração. Tu és luta, és vontade e muita garra. No gramado, és um clube de valor. Estudantes, estudantes, trovão azul do interior. Estudantes, estudantes, tua cor azul e branco é tradição. De vitórias e conquistas, tu és glória, Que eu guardo dentro do meu coração. Tu és luta, és vontade e muita garra. No gramado, és um clube de valor. Estudantes, estudantes, trovão azul do interior. |
| Composição : Paulo Ramos |